# キルギス共和国日本語弁論大会
キルギス共和国日本語弁論大会（きるぎすきょうわこくにほんごべんろんたいかい、キルギス語: Кыргыз Республикасындагы Жапон тили боюнча чечен таймашы、ロシア語: Спич-конкурс японского языка в Кыргызской Республике、英語: Japanese Speech Contest of Kyrgyz Republic）は、キルギス共和国日本語教師会が毎年3月に開催している日本語・日本文化行事である。1997年より実施されており、大会名には回数は表記されず、開催年を付記する形となっている。

## 大会と構成の目的

### 大会の構成
2016年大会より、初級部門（A方式：スピーチのみ）、中・上級部門（B方式：スピーチ＋質疑応答）の2部構成で実施されている。  
上記とは別に、審査時間を利用して、アトラクション（日本・キルギス文化交流コンサート）も行われている。
２部門制になるまでは、中・上級部門とアトラクションで構成されていた。  

### 大会の目的
- キルギスの日本語学習者の学習成果を広く一般に発表する場を提供し、キルギスにおける日本語教育や日本文化、日本への関心を高める。
- この大会を通して、日本語学習者が日本語学習の楽しさを共有し、達成感を味わうことで、学習者の日本語や日本語学習への意識を高め、キルギス全体の日本語教育の活性化を図る。
- 本大会は中央アジア日本語弁論大会キルギス共和国代表選考会を兼ねる。

### 日時・会場
毎年3月下旬に、キルギス国立総合大学の大講堂で行われる。

## 出場資格

### 「初級部門（A方式）」参加資格
- 当該国在住で、日本語を母語としない日本語初級レベルの学習者及び既習者とする。
- 機関に所属していない者については、教師会会員1名以上の推薦をもって出場できるものとする。

### 「中・上級部門（B方式）」参加資格
- 当該国在住で、日本語を母語としない日本語学習者及び既習者（日本語教師は除く）とする。
- 日本への留学・研修による日本滞在期間が通算90日以内の者とする。
- 「過去3年以内中央アジア日本語弁論大会において1位になったことのない者」及び「CIS日本語弁論大会で1位になったことのない者」とする。
- 機関に所属していない者については、教師会会員1名以上の推薦をもって出場できるものとする。

## 入賞

### 「初級部門（A方式）」
上位１位から３位までが入賞、その他に在外公館や大会スポンサーから特別賞が授与される。

### 「中・上級部門（B方式）」
上位１位から５位まで（中央アジア日本語弁論大会開催担当の年度は６位まで）が入賞、在外公館や大会スポンサーから特別賞が授与される。
中央アジア日本語弁論大会へは、通常上位４名、開催担当年度は５位までが出場する。